# Drosophila afoliolata
Drosophila afoliolata är en tvåvingeart som beskrevs av Zhang och Masanori Joseph Toda 1995. Drosophila afoliolata ingår i släktet Drosophila och familjen daggflugor. Inga underarter finns listade i Catalogue of Life.
Artens utbredningsområde är Indonesien.